# Chryso-hypnum elegantulum
Chryso-hypnum elegantulum är en bladmossart som beskrevs av Georg Ernst Ludwig Hampe 1870. Chryso-hypnum elegantulum ingår i släktet Chryso-hypnum och familjen Hypnaceae. Inga underarter finns listade i Catalogue of Life.